# NGC 6667
NGC 6667 је спирална галаксија у сазвежђу Змај која се налази на NGC листи објеката дубоког неба.
Деклинација објекта је + 67° 59' 12" а ректасцензија 18h 30m 39,7s. Привидна величина (магнитуда) објекта NGC 6667 износи 13,0 а фотографска магнитуда 13,8. Налази се на удаљености од 39,5000 милиона парсека од Сунца. NGC 6667 је још познат и под ознакама NGC 6668, NGC 6678, UGC 11269, CGCG 322-44, MCG 11-22-53, IRAS 18308+6756, PGC 61972.